# Volvo VM

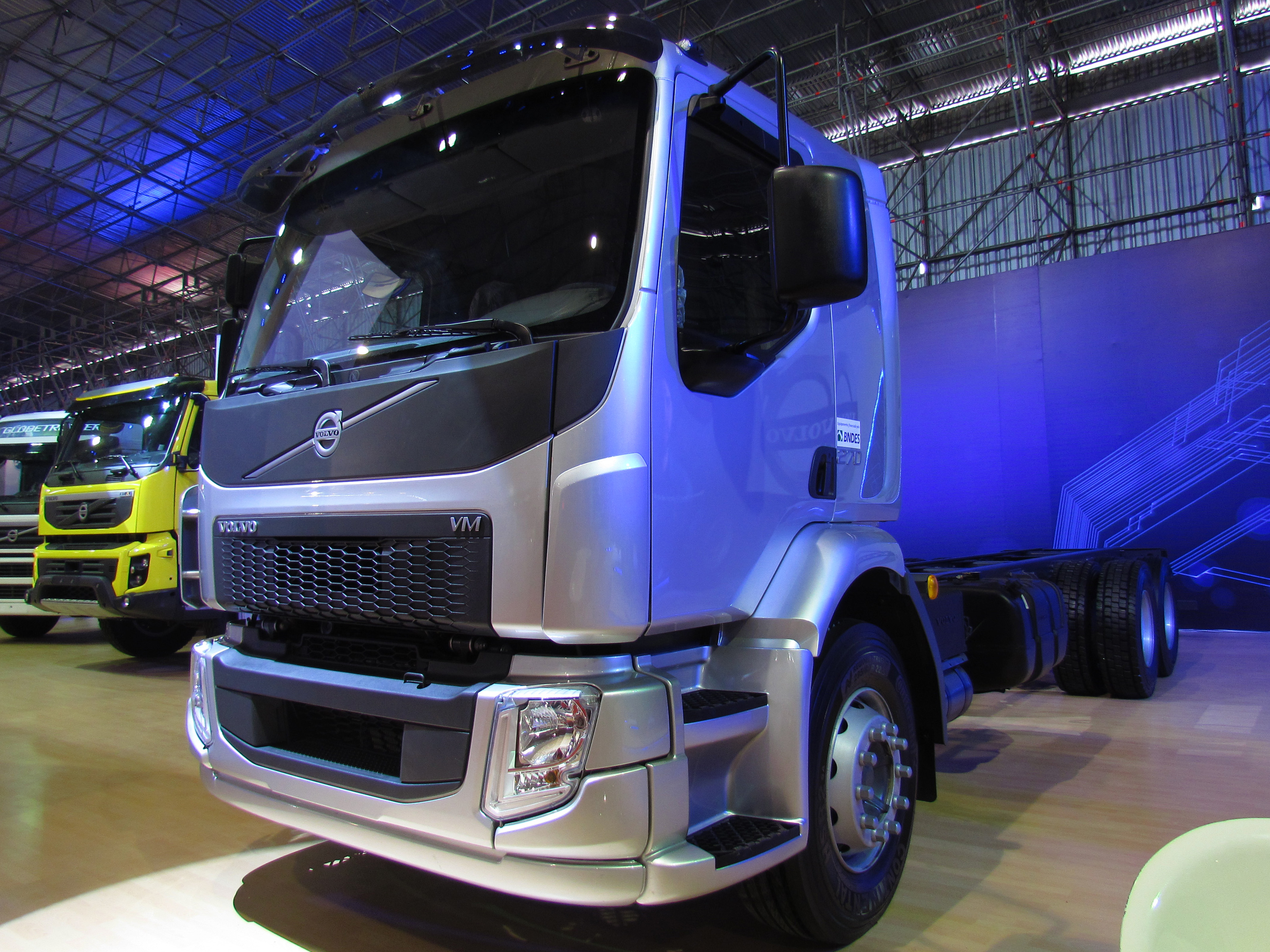
Volvo VM

Volvo VM — семейство средне- и крупнотоннажных грузовых автомобилей производства Volvo Trucks с кабиной от Renault Kerax.

## Информация
Бразилия представила 4 единицы Volvo VM. В серию входят автомобили с колёсной базой 4х2, 6х2, 6х4, 8х2 и 8х4. Кабина та же, что и у Renault Kerax, но с дизайном в стиле Volvo FM и Volvo FH. Решётка радиатора состоит из серебряного пластика. Передние фары имеют светодиодные секции ходовых огней в стиле буквы «V». Мощности двигателей составляют 270 или 330 л. с. Коробки передач — 6, 9, 10 или 12-ступенчатые i-Shift. Полная масса шасси составляет 29 тонн.